# Hans Fritsche (político)
Hans Fritsche (Rio do Sul, 27 de maio de 1941) é um político brasileiro.
Filho de Willy Fritsche e de Elsa Fritsche. Casou com Dalva Terezinha dos Santos Fritsche.
Foi prefeito de Pouso Redondo de 1989 a 1992. Foi deputado estadual à Assembleia Legislativa de Santa Catarina, pelo Partido do Movimento Democrático Brasileiro (PMDB), recebendo 14.622 votos. Ficando como suplente, foi convocado para a 13ª Legislatura (1995-1999).